# Canton d'Aumale
Pour les articles homonymes, voir Aumale.
Le canton d'Aumale est une ancienne division administrative française située dans le département de la Seine-Maritime et la région Haute-Normandie.

## Géographie
Ce canton était organisé autour d'Aumale dans l'arrondissement de Dieppe. Son altitude variait de 76 m (Vieux-Rouen-sur-Bresle) à 246 m (Conteville) pour une altitude moyenne de 187 m.

## Histoire
- De 1833 à 1848, les cantons d'Aumale et de Blangy avaient le même conseiller général. Le nombre de conseillers généraux était limité à 30 par département.

## Représentation

### Conseillers généraux de 1833 à 2015
| Période | Période          | Identité                                    | Étiquette                | Qualité |
| ------- | ---------------- | ------------------------------------------- | ------------------------ | --- |
| 1833    | 1848             | Amédée Desjobert                            | Gauche puis Bonapartiste | Maire de Rieux Député (1833-1852) |
| 1848    | 1852             | François dit Félix Thiébaut                 | Républicain              | Maire d'Aumale (1849-1852) |
| 1852    | 1862 (démission) | Auguste César Thélu (1811-1878)             | Bonapartiste             | Propriétaire, capitaine des sapeurs-pompiers d'Aumale |
| 1862    | 1871             | Jules-Anatole Beaucousin                    | Bonapartiste             | Conseiller d'arrondissement, maire d'Aumale |
| 1871    | 1880             | Édouard Narcisse Chevallier                 | Droite                   | Maire d'Aumale (1864-1877) |
| 1880    | 1889 (décès)     | Louis Thiébaut                              | Républicain              | Avocat Adjoint au Maire de Neufchâtel-en-Bray |
| 1890    | 1901 (démission) | Alexandre-Charles Duchesne                  | Républicain              | Maire d'Aumale (1888-1900), conseiller d'arrondissement |
| 1901    | 1910 (décès)     | Aimé Buée                                   | Républicain              | Maire de Criquiers (1876-1910), conseiller d'arrondissement |
| 1910    | 1924 (décès)     | Théodule Gérin                              | Républicain              | Conseiller municipal d'Aumale (1900) Maire de Vieux-Rouen-sur-Bresle (1904-1924)                                                                                        |
| 1924    | 1940             | Edgar Dupuy                                 | URD                      | Notaire Maire d'Aumale (1935-1941) |
|         |                  |                                             |                          | |
| 1943    | 1945             | Pierre Dupuy (1900-1981, fils du précédent) |                          | Notaire Maire d'Aumale Nommé membre du Conseil départemental en 1943 |
|         |                  |                                             |                          | |
| 1945    | 1955             | Lucien Fournot                              | Rad.                     | Agriculteur Maire d'Illois, ancien conseiller d'arrondissement |
| 1955    | 1961             | Jean-Noël Yvart (1914-1980)                 | dvd                      | Commerçant Maire d'Aumale (1953 → 1958) |
| 1961    | 1973             | Edmond Guillemarre                          | UNR puis dvd             | Quincailler Maire d'Aumale (1958 → 1970) |
| 1973    | 1998             | Marcel Fourquez                             | dvg puis dvd             | Commerçant en électro-ménager Maire d'Aumale (1973 → 1989) |
| 1998    | 2011             | Pierre-Marie Duhamel                        | dvd puis UMP             | Opticien Maire d'Aumale (1989 → 2008) |
| 2011    | 2015             | Virginie Lucot-Avril                        | Alternance 76 (UMP)      | Cadre commerciale Maire d'Aumale (2008 → ) Conseillère départementale de Gournay-en-Bray (2015 → ) Présidente de la Communauté de communes du Canton d'Aumale (2008 → ) |

### Conseillers d'arrondissement (de 1833 à 1940)
Le canton d'Aumale appartenait à l'arrondissement de Neufchâtel jusqu'à sa disparition en 1926.
| Période                                  | Période          | Identité                         | Étiquette   | Qualité |
| ---------------------------------------- | ---------------- | -------------------------------- | ----------- | --- |
| 1833                                     |                  | Paul Pollet                      |             | Propriétaire, maire d'Haudricourt                                                                           |
|                                          |                  |                                  |             | |
|                                          | 1862             | Jules-Anatole Beaucousin         |             | Maire d'Aumale                                                                                              |
| 1862                                     | 1867             | François dit Félix Thiébaut fils | Républicain | Adjoint au maire d'Aumale, ancien conseiller général                                                        |
| 1867                                     | 1886             | Charles Yvart                    | Monarchiste | Manufacturier, maire d'Haudricourt, nommé suppléant du juge de paix en 1871                                 |
| 1886                                     | 1890 (démission) | Alexandre-Charles Duchesne       | Républicain | Propriétaire à Aumale                                                                                       |
| 1890                                     | 1901             | Aimé Buée                        | Républicain | Maire de Criquiers                                                                                          |
| 1901                                     | 1919             | Alphonse-Anatole Houé            | Républicain | Maire d'Aumale                                                                                              |
| 1919                                     | 1937             | Gontran-Épiphane Vermont         | Républicain | Propriétaire, inspecteur des travaux agricoles, maire d'Aumale                                              |
| 1937                                     | 1940             | Lucien Fournot                   | Rad.ind.    | Agriculteur à Illois                                                                                        |
| 1940                                     |                  |                                  |             | Les conseils d'arrondissement ont été suspendus par la loi du 12 octobre 1940 et n'ont jamais été réactivés |
| Les données manquantes sont à compléter. |                  |                                  |             | |

## Composition
Le canton d'Aumale regroupait 15 communes et comptait 6 979 habitants (recensement de 1999 sans doubles comptes).
| Communes                  | Population (2012) | Code postal | Code Insee |
| ------------------------- | ----------------- | ----------- | ---------- |
| Aubéguimont               | 176               | 76390       | 76028      |
| Aumale                    | 2 577             | 76390       | 76035      |
| Le Caule-Sainte-Beuve     | 402               | 76390       | 76166      |
| Conteville                | 454               | 76390       | 76186      |
| Criquiers                 | 602               | 76390       | 76199      |
| Ellecourt                 | 150               | 76390       | 76233      |
| Haudricourt               | 443               | 76390       | 76344      |
| Illois                    | 266               | 76390       | 76372      |
| Landes-Vieilles-et-Neuves | 132               | 76390       | 76381      |
| Marques                   | 238               | 76390       | 76411      |
| Morienne                  | 178               | 76390       | 76606      |
| Nullemont                 | 102               | 76390       | 76479      |
| Richemont                 | 447               | 76390       | 76527      |
| Ronchois                  | 169               | 76390       | 76537      |
| Vieux-Rouen-sur-Bresle    | 643               | 76390       | 76739      |

## Démographie
| 1962  | 1968  | 1975  | 1982  | 1990  | 1999  | 2006  |
| ----- | ----- | ----- | ----- | ----- | ----- | ----- |
| 7 374 | 7 965 | 7 641 | 7 241 | 7 185 | 6 979 | 6 930 |

| 2008  | 2009  | 2011  | 2012  | 2013  | 2014  | - |
| ----- | ----- | ----- | ----- | ----- | ----- | - |
| 7 041 | 7 107 | 7 118 | 7 073 | 7 077 | 7 028 | - |

### articles connexes
- Seine-Maritime
- Arrondissements de la Seine-Maritime
- Cantons de la Seine-Maritime
- Communes de la Seine-Maritime
- Liste des conseillers généraux de la Seine-Maritime